# Nati il 31 luglio

## XII secolo(1)
- 1143 - Nijō, imperatore giapponese († 1165)

## XIV secolo(2)
- 1391 - Ciriaco d'Ancona, archeologo e umanista italiano († 1452)
- 1396 - Filippo III di Borgogna, nobile († 1467)

## XVI secolo(9)
- 1514 - Ascanio della Corgna, nobile e condottiero italiano († 1571)
- 1522 - Charles II de Croÿ, nobile belga († 1551)
- 1526 - Augusto I di Sassonia, nobile († 1586)
- 1527 - Massimiliano II d'Asburgo († 1576)
- 1540 - Francesco II di Nevers, nobile e militare francese († 1562)
- 1546 - Francesco Gonzaga, nobile, francescano e vescovo cattolico italiano († 1620)
- 1578 - Caterina Belgica di Nassau, principessa († 1648)
- 1595 - Filippo Volfango di Hanau-Lichtenberg, conte tedesco († 1641)
- 1598 - Agatangelo da Vendôme, presbitero e missionario francese († 1638)

## XVII secolo(6)
- 1636 - Giosia II di Waldeck-Wildungen, militare e nobile tedesco († 1669)
- 1665 - Giovanni Reinardo III di Hanau-Lichtenberg, conte tedesco († 1736)
- 1676 - Boris Ivanovič Kurakin, nobile e ambasciatore russo († 1727)
- 1682 - Ignazio Visconti, gesuita italiano († 1755)
- 1695 - Alessio Ignazio Marucchi, vescovo cattolico italiano († 1754)
- 1697 - Pietro Paolo Vasta, pittore italiano († 1760)

## XVIII secolo(39)
- 1704 - Gabriel Cramer, matematico svizzero († 1752)
- 1705 - Giorgio Domenico Fossati, architetto, incisore e scrittore svizzero († 1785)
- 1710 - Diana Spencer, nobile britannica († 1735)
- 1712 - Johann Samuel König, fisico tedesco († 1757)
- 1718 - John Canton, fisico britannico († 1772)
- 1720 - Emmanuel Armand de Vignerot du Plessis, politico, militare e nobile francese († 1788)
- 1721 - Angelo Querini, politico italiano († 1796)
- 1724 - Johann Friedrich Meckel il Vecchio, anatomista tedesco († 1774)
- 1724 - Gavino Pes, presbitero e poeta italiano († 1795)
- 1727 - Benigno Bossi, pittore italiano († 1792)
- 1728 - Michele Stratico, compositore e violinista italiano
- 1730 - Charles-Antoine Bridan, scultore francese († 1805)
- 1737 - Augusta di Hannover, nobildonna britannica († 1813)
- 1740 - Ignatius Mouradgea d'Ohsson, diplomatico, storico e orientalista armeno († 1807)
- 1740 - Marinus Willett, politico statunitense († 1830)
- 1748 - Sebastiano Alcaini, vescovo cattolico italiano († 1803)
- 1748 - Alexis Balthazar Henri Schauenburg, generale francese († 1831)
- 1751 - Nikolaj Petrovič Osipov, scrittore, poeta e traduttore russo († 1799)
- 1754 - Bon Adrien Jeannot de Moncey, generale francese († 1842)
- 1760 - Paluzzo Altieri, V principe di Oriolo, principe, militare e politico italiano († 1834)
- 1761 - Bertrand Pelletier, farmacista e chimico francese († 1797)
- 1763 - James Kent, giurista statunitense († 1847)
- 1768 - Giovanni Carmignani, giurista italiano († 1847)
- 1769 - Elizabeth Denison, britannica († 1861)
- 1773 - Teresa Cabarrus, nobile francese († 1835)
- 1774 - Diodata Saluzzo Roero, letterata, scrittrice e poetessa italiana († 1840)
- 1785 - Michele Manzo, arcivescovo cattolico italiano († 1856)
- 1785 - Antonio Statella di Cassaro, politico e diplomatico italiano († 1864)
- 1785 - John Waldegrave, VI conte Waldegrave, nobile e ufficiale inglese († 1846)
- 1786 - Pieter van Hanselaere, pittore belga († 1862)
- 1787 - Georg Kloss, storico e medico tedesco († 1854)
- 1790 - Girolamo Tornielli di Borgo Lavezzaro, politico italiano († 1863)
- 1795 - Giacomo Piccolomini, cardinale italiano († 1861)
- 1796 - Jean-Gaspard Debureau, attore teatrale e mimo francese († 1846)
- 1796 - Maria di Sant'Eufrasia Pelletier, religiosa francese († 1868)
- 1800 - Michel Masson, scrittore, librettista e drammaturgo francese († 1883)
- 1800 - Gaetano Palmaroli, pittore e incisore italiano († 1853)
- 1800 - Louis Viardot, critico letterario, impresario teatrale e traduttore francese († 1883)
- 1800 - Friedrich Wöhler, chimico tedesco († 1882)

## XIX secolo(165)
- 1801 - Teresa Eustochio Verzeri, religiosa italiana († 1852)
- 1802 - Ignacy Domeyko, geologo e mineralogista polacco († 1889)
- 1802 - Benedikt Waldeck, politico tedesco († 1870)
- 1803 - John Ericsson, inventore, imprenditore e armatore svedese († 1889)
- 1806 - Eugène Lepoittevin, pittore e incisore francese († 1870)
- 1806 - Dumanoir, drammaturgo francese († 1865)
- 1808 - Ferdinand Wüstenfeld, orientalista tedesco († 1899)
- 1809 - Giovanni Giuseppe Bianconi, zoologo, botanico e geologo italiano († 1878)
- 1809 - Giovanni Battista Oytana, politico italiano († 1883)
- 1809 - Thomas Story Kirkbride, medico statunitense († 1883)
- 1809 - Francis Walker, entomologo inglese († 1874)
- 1811 - Jane Currie Blaikie Hoge, infermiera e filantropa statunitense († 1890)
- 1812 - Amelia di Leuchtenberg, duchessa († 1873)
- 1812 - Louis Blenker, generale e rivoluzionario tedesco († 1863)
- 1816 - Maria Teresa d'Asburgo-Teschen, nobile austriaca († 1867)
- 1816 - Lydia Moss Bradley, filantropa e banchiera statunitense († 1908)
- 1816 - George H. Thomas, generale statunitense († 1870)
- 1817 - Carlo Vittore Papardo, vescovo cattolico italiano († 1874)
- 1817 - Antonio Scialoja, economista e politico italiano († 1877)
- 1818 - Heinrich Kiepert, geografo e cartografo tedesco († 1899)
- 1821 - Ferdinando Strozzi, nobile, imprenditore e storico italiano († 1878)
- 1822 - Abraham Stevens Hewitt, politico, insegnante e avvocato statunitense († 1903)
- 1823 - Édouard-Gérard Balbiani, entomologo francese († 1899)
- 1823 - Cristoforo Bellotti, ittiologo, paleontologo e filantropo italiano († 1919)
- 1823 - Fabius Brest, pittore francese († 1900)
- 1824 - Ignazio Ciampi, avvocato, storico e poeta italiano († 1880)
- 1824 - Antonio d'Orléans, nobile francese († 1890)
- 1825 - August Beer, fisico, chimico e matematico tedesco († 1863)
- 1825 - Domenico Coletti, politico italiano († 1908)
- 1828 - Ignacio de Veintemilla, politico ecuadoriano († 1908)
- 1831 - Botho zu Eulenburg, nobiluomo e politico prussiano († 1912)
- 1831 - Nathaniel Creswick, calciatore inglese († 1917)
- 1831 - Paul Du Chaillu, antropologo, zoologo e esploratore statunitense († 1903)
- 1831 - Ermanno Loescher, editore tedesco († 1892)
- 1831 - Enrico Reffo, pittore italiano († 1917)
- 1831 - Il'ja Nikolaevič Ul'janov, insegnante e politico russo († 1886)
- 1833 - Antonio Baroni, alpinista italiano († 1912)
- 1833 - Henriette Mendel, tedesca († 1891)
- 1833 - Antoni Wilhelm Radziwiłł, generale polacco († 1904)
- 1834 - Paolo Lioy, naturalista, patriota e politico italiano († 1911)
- 1835 - Fernando, circense e cavallerizzo belga († 1902)
- 1835 - Henri Brisson, politico francese († 1912)
- 1836 - Enrico Frassi, geografo italiano († 1903)
- 1837 - William Clarke Quantrill, militare e criminale di guerra statunitense († 1865)
- 1837 - Louis Waldenburg, medico tedesco († 1881)
- 1839 - Ignacio Andrade, politico venezuelano († 1925)
- 1839 - Edoardo Giraud, attore e commediografo italiano († 1912)
- 1839 - Reginaldo Toro, vescovo cattolico argentino († 1904)
- 1841 - Reginald Brabazon, XII conte di Meath, diplomatico e filantropo irlandese († 1929)
- 1841 - Nunzio Federigo Faraglia, abate, storico e filologo italiano († 1920)
- 1841 - Ignazio Galli, presbitero, meteorologo e sismologo italiano († 1920)
- 1841 - Fritz Schaper, scultore tedesco († 1919)
- 1843 - Friedrich Robert Helmert, geodeta tedesco († 1917)
- 1843 - Peter Rosegger, poeta e scrittore austriaco († 1918)
- 1844 - Carlo Augusto di Sassonia-Weimar-Eisenach, principe tedesco († 1894)
- 1844 - Ignazio Guidi, storico, politico e ebraista italiano († 1935)
- 1844 - Léon Lhermitte, pittore francese († 1925)
- 1846 - Hugó Meltzl, storico della letteratura ungherese († 1908)
- 1846 - Edward Weston, arciere statunitense († 1918)
- 1847 - Ignacio Cervantes, compositore cubano († 1905)
- 1848 - Jean-Baptiste Olive, pittore francese († 1936)
- 1848 - Robert Planquette, compositore francese († 1903)
- 1849 - Eugen Huber, giurista svizzero († 1923)
- 1849 - Alfonso Perrella, storico e scrittore italiano († 1915)
- 1849 - Charles Wollaston, calciatore inglese († 1926)
- 1850 - Herbert Miles, ufficiale inglese († 1926)
- 1851 - Lucien Désiré Joseph Courchet, botanico francese († 1924)
- 1851 - Emilio De Marchi, scrittore, poeta e traduttore italiano († 1901)
- 1851 - Germain Nouveau, poeta e insegnante francese († 1920)
- 1852 - Giacinto Gallina, commediografo italiano († 1897)
- 1852 - Charles Lanrezac, generale francese († 1925)
- 1853 - Wilhelm Uhthoff, oculista tedesco († 1927)
- 1854 - James Melville Babington, generale britannico († 1936)
- 1854 - José Canalejas Méndez, politico spagnolo († 1912)
- 1854 - Theodor Christomannos, magistrato, avvocato e alpinista austro-ungarico († 1911)
- 1854 - Fritz Hommel, orientalista tedesco († 1936)
- 1855 - Guido Bodländer, chimico tedesco († 1904)
- 1855 - Henry Hosey Davis, compositore di scacchi britannico († 1954)
- 1857 - Ernest Chuard, politico svizzero († 1942)
- 1857 - Adolphe Willette, pittore e illustratore francese († 1926)
- 1858 - Richard Dixon Oldham, geofisico e sismologo inglese († 1936)
- 1858 - Carl Gottfrid Fineman, meteorologo e imprenditore svedese († 1937)
- 1858 - Ludovico Luciolli, magistrato e politico italiano († 1944)
- 1859 - Theobald Smith, medico e batteriologo statunitense († 1934)
- 1860 - George Warrender, ammiraglio scozzese († 1917)
- 1861 - George Randolph Barse, pittore statunitense († 1938)
- 1862 - Hans von Voltelini, giurista e storico austriaco († 1938)
- 1863 - Sidney Johnston Catts, politico statunitense († 1936)
- 1863 - Giacomo Desenzani, generale italiano († 1950)
- 1864 - Antonio Miani, generale italiano († 1933)
- 1865 - Alfonso Carlo di Braganza, principe portoghese († 1920)
- 1865 - Henri Brémond, storico e critico letterario francese († 1933)
- 1866 - Charles Fitzgerald Sowerby, militare britannico († 1916)
- 1868 - Adolf Tortilowicz von Batocki-Friebe, politico tedesco († 1944)
- 1868 - Millo Bortoluzzi, pittore italiano († 1933)
- 1873 - Domingos Oliveira, generale e politico portoghese († 1957)
- 1873 - Vojtěch Preissig, pittore cecoslovacco († 1944)
- 1874 - Clarence Kolb, attore statunitense († 1964)
- 1875 - Alexandre Denéréaz, compositore svizzero († 1947)
- 1875 - Kunio Yanagita, scrittore giapponese († 1962)
- 1875 - Harry Northrup, attore francese († 1936)
- 1875 - Jacques Villon, pittore francese († 1963)
- 1876 - Maria Annunziata d'Asburgo-Lorena, nobile († 1961)
- 1877 - Attilio Cevidalli, medico italiano († 1926)
- 1877 - Auguste Daumain, pistard e ciclista su strada francese († 1938)
- 1877 - Giuseppe Domenichelli, ginnasta italiano († 1965)
- 1877 - Harriet Margaret Louisa Bolus, botanica sudafricana († 1970)
- 1877 - Georges Johin, giocatore di croquet francese († 1955)
- 1877 - Siegfried Philippi, regista e sceneggiatore tedesco († 1936)
- 1878 - Mario Gallo, regista cinematografico italiano († 1945)
- 1878 - Georges de la Nézière, mezzofondista francese († 1914)
- 1878 - Amerigo Ruggiero, giornalista, scrittore e veterinario italiano († 1959)
- 1879 - Margarete Bieber, archeologa e storica dell'arte tedesca († 1978)
- 1880 - Premchand, scrittore indiano († 1936)
- 1882 - Itamar Ben Avi, giornalista, editore e esperantista israeliano († 1943)
- 1883 - Charles Gunn, attore statunitense († 1918)
- 1883 - Erich Heckel, pittore e incisore tedesco († 1970)
- 1883 - Ludwig Hussak, calciatore austriaco († 1965)
- 1884 - Carl Friedrich Goerdeler, politico tedesco († 1945)
- 1884 - Lionel Rees, aviatore britannico († 1955)
- 1885 - Aristide Baracchi, baritono italiano († 1964)
- 1885 - Luigi Serventi, attore e regista italiano († 1976)
- 1886 - Mihály Dávid, pesista ungherese († 1945)
- 1886 - Salvatore Maranzano, mafioso italiano († 1931)
- 1886 - Constant Permeke, artista e scultore belga († 1952)
- 1886 - Fred Quimby, produttore cinematografico statunitense († 1965)
- 1886 - Harry Tate, calciatore statunitense († 1954)
- 1887 - Alberto Barberis, calciatore italiano († 1920)
- 1887 - Giacomo Belotti, pittore italiano († 1967)
- 1887 - Hans Freyer, sociologo tedesco († 1969)
- 1887 - Gina Gennai, poetessa italiana († 1976)
- 1887 - Mitsuru Ushijima, generale giapponese († 1945)
- 1887 - Mario Vallauri, glottologo e indologo italiano († 1964)
- 1888 - Karl Lund, ginnasta finlandese († 1942)
- 1888 - Margaret Whistler, attrice e costumista statunitense († 1939)
- 1889 - Júlíana Sveinsdóttir, artista islandese († 1966)
- 1889 - Frans Masereel, pittore e illustratore belga († 1972)
- 1890 - Louis de Soissons, architetto e urbanista britannico († 1962)
- 1891 - Édouard Pinot, militare e aviatore francese († 1984)
- 1891 - Vera Sisson, attrice statunitense († 1954)
- 1891 - Oreste Viganò, calciatore italiano
- 1892 - Jimmy Savo, artista statunitense († 1960)
- 1892 - Vittorio Tredici, politico italiano († 1967)
- 1893 - Jasper Deeter, attore e regista statunitense († 1972)
- 1893 - Antoni Pająk, politico polacco († 1965)
- 1893 - Ignacy Skorupka, presbitero polacco († 1920)
- 1894 - Francesco Cogoni, vescovo cattolico italiano († 1980)
- 1894 - Jenny Hasselquist, ballerina e attrice svedese († 1978)
- 1894 - Géo Koger, paroliere francese († 1975)
- 1894 - Giuseppe Soldera, calciatore italiano († 1917)
- 1894 - Henry Wulschleger, sceneggiatore e regista francese († 1939)
- 1895 - André Derrien, velista francese († 1994)
- 1895 - James Flood, regista statunitense († 1953)
- 1896 - Oskar Sima, attore austriaco († 1969)
- 1896 - Andreas Stadler, sollevatore austriaco († 1941)
- 1897 - Gottfried Bermann Fischer, editore e medico tedesco († 1995)
- 1897 - Mária Szánthó, artista ungherese († 1998)
- 1898 - Alberto Augusto, calciatore portoghese († 1973)
- 1898 - Ken Harris, animatore e regista statunitense († 1982)
- 1898 - Horst von Mellenthin, generale tedesco († 1977)
- 1898 - Henri Navarre, generale e scrittore francese († 1983)
- 1898 - Doris Zinkeisen, costumista britannica († 1991)
- 1899 - Oscar Nussio, pittore svizzero († 1976)
- 1899 - Giovanni Battista Piasentini, vescovo cattolico italiano († 1987)
- 1900 - Giulio Cirri, architetto italiano († 1982)

## XX secolo(810)
- 1901 - Renié, costumista statunitense († 1992)
- 1901 - Jean Dubuffet, pittore, scultore e scrittore francese († 1985)
- 1901 - Francesco Rastelli, calciatore italiano
- 1901 - Rudolf Slánský, politico cecoslovacco († 1952)
- 1902 - Julia Caba Alba, attrice spagnola († 1988)
- 1902 - Herman Tillemans, missionario e arcivescovo cattolico olandese († 1975)
- 1903 - Emil Hirschfeld, pesista e discobolo tedesco († 1968)
- 1903 - Giovanni Rossini, politico italiano († 1986)
- 1903 - Giovanni Testa, fondista e politico italiano († 1996)
- 1904 - John Joseph Carberry, cardinale e arcivescovo cattolico statunitense († 1998)
- 1904 - Giuseppe Facciotto, pittore italiano († 1945)
- 1904 - Renato Fastigi, imprenditore e politico italiano († 1997)
- 1904 - Brett Halliday, scrittore statunitense († 1977)
- 1904 - Tivadar Török, calciatore ungherese († 1973)
- 1905 - Sigge Bergman, sciatore alpino, giornalista e dirigente sportivo svedese († 2001)
- 1905 - Mario Bruno, calciatore e allenatore di calcio italiano († 1944)
- 1905 - Luigi Cosenza, ingegnere, urbanista e politico italiano († 1984)
- 1905 - Winton C. Hoch, direttore della fotografia statunitense († 1979)
- 1905 - Yvonne Howell, attrice statunitense († 2010)
- 1905 - Kjeld Kjos, allenatore di calcio e calciatore norvegese († 1983)
- 1905 - Giovanni Padovani, militare italiano († 1941)
- 1906 - Neil Cohalan, allenatore di pallacanestro statunitense († 1968)
- 1906 - Giuseppe De Meo, statistico italiano († 1996)
- 1906 - Beniamino Joppolo, letterato, pittore e drammaturgo italiano († 1963)
- 1906 - Vera Mareckaja, attrice sovietica († 1978)
- 1907 - Antonio Brancati, militare italiano († 1937)
- 1907 - Mario Patuzzi, calciatore italiano († 1983)
- 1908 - Hans Dauser, militare tedesco († 2001)
- 1908 - Dorothy Spicer, aviatrice britannica († 1946)
- 1908 - José Díaz Morales, regista e sceneggiatore spagnolo († 1976)
- 1908 - Max Hansen, militare tedesco († 1990)
- 1908 - Fernando Huergo, schermidore argentino († 1995)
- 1908 - Edoardo Enrico Morabito, militare e giornalista italiano († 1936)
- 1908 - Adriano Spilimbergo, pittore italiano († 1975)
- 1908 - Attilio Veroni, calciatore italiano († 1983)
- 1909 - Olivér Halassy, pallanuotista e nuotatore ungherese († 1946)
- 1909 - Harry Hinton, pilota motociclistico australiano († 1978)
- 1909 - Tito Minniti, aviatore e militare italiano († 1935)
- 1909 - Dag Norberg, linguista, filologo e latinista svedese († 1996)
- 1909 - Zhao Ziyue, attore cinese († 1997)
- 1910 - Billy Jacobs, attore statunitense († 2004)
- 1910 - Laura Lee, attrice statunitense († 1981)
- 1910 - Chet Stratton, attore statunitense († 1970)
- 1911 - Gaetano Arezzo della Targia, militare italiano († 1942)
- 1911 - Carlo Pianzola, calciatore e militare italiano († 2001)
- 1911 - Marcello Spaccini, politico italiano († 1996)
- 1911 - Giovanni Zanelli, militare, aviatore e ginnasta italiano († 1963)
- 1912 - Milton Friedman, economista statunitense († 2006)
- 1912 - Gustaf von Numers, artista finlandese († 1978)
- 1913 - Delma Byron, attrice e ballerina statunitense († 2006)
- 1913 - Luigi Vettori, pittore italiano († 1941)
- 1914 - Bianca Bianchi, insegnante, politica e scrittrice italiana († 2000)
- 1914 - Josette Day, attrice francese († 1978)
- 1914 - Louis de Funès, attore e comico francese († 1983)
- 1914 - Ignacy Ludwik Jeż, vescovo cattolico polacco († 2007)
- 1914 - Ubaldo Narducci, calciatore italiano († 1972)
- 1914 - Franco Pincelli, calciatore italiano († 1942)
- 1914 - Leo Talamonti, giornalista, scrittore e divulgatore scientifico italiano († 1998)
- 1914 - Anwar Tawfik, schermidore egiziano
- 1914 - Stephen Ullmann, linguista e filologo ungherese († 1976)
- 1915 - Ludwig Chicken, alpinista e medico austriaco († 2011)
- 1915 - Henri Decaë, direttore della fotografia francese († 1987)
- 1916 - Ignacio Trelles, calciatore e allenatore di calcio messicano († 2020)
- 1917 - Lanfranco Alberico, calciatore italiano († 1977)
- 1917 - Giovanni Brotto, ciclista su strada italiano († 2012)
- 1917 - Joseph Marie Phạm Năng Tĩnh, vescovo cattolico vietnamita († 1974)
- 1918 - Paul Delos Boyer, biochimico statunitense († 2018)
- 1918 - Göthe Hedlund, pattinatore di velocità su ghiaccio svedese († 2003)
- 1918 - Hank Jones, pianista e compositore statunitense († 2010)
- 1918 - Lauri Nissinen, militare e aviatore finlandese († 1944)
- 1918 - Mia Oremović, attrice croata († 2010)
- 1919 - Maurice Boitel, pittore francese († 2007)
- 1919 - Norman Del Mar, direttore d'orchestra, cornista e biografo britannico († 1994)
- 1919 - Primo Levi, scrittore, chimico e partigiano italiano († 1987)
- 1919 - Giovanni Novaresio, pittore italiano († 1997)
- 1920 - Sennuccio Benelli, giornalista, attore e drammaturgo italiano († 1997)
- 1920 - Percy Herbert, attore britannico († 1992)
- 1920 - Giovanni Manfrinato, calciatore italiano
- 1920 - Edgar Charles Polomé, linguista e storico delle religioni belga († 2000)
- 1920 - Ndabaningi Sithole, politico zimbabwese († 2000)
- 1920 - Franca Valeri, attrice italiana († 2020)
- 1920 - Bernhard Vechtel, aviatore tedesco († 1975)
- 1921 - Peter Benenson, attivista, avvocato e filantropo britannico († 2005)
- 1921 - Roy Burkett, cestista canadese († 1997)
- 1921 - Luis Ernesto Castro, calciatore uruguaiano († 2002)
- 1921 - Francesco Compagna, politico italiano († 1982)
- 1921 - Mel Hirsch, cestista statunitense († 1968)
- 1921 - Vladimir Keilis-Borok, geofisico, sismologo e matematico russo († 2013)
- 1921 - Whitney Young, attivista statunitense († 1971)
- 1921 - Tore Sjöstrand, siepista svedese († 2011)
- 1922 - Lorenzo Antonetti, cardinale e arcivescovo cattolico italiano († 2013)
- 1922 - Carlo Buzzi, politico italiano († 2004)
- 1922 - Claudio Datei, ingegnere italiano († 2012)
- 1922 - Renato Dell'Andro, giurista e politico italiano († 1990)
- 1922 - Salvatore Pellegrino, politico e sindacalista italiano († 2015)
- 1922 - Antonio Mario Radmilli, archeologo e funzionario italiano († 1998)
- 1923 - Ahmet Ertegün, produttore discografico e imprenditore turco († 2006)
- 1923 - Joseph Keller, matematico statunitense († 2016)
- 1923 - Stephanie Louise Kwolek, chimica statunitense († 2014)
- 1923 - Ana Mariscal, attrice, regista e sceneggiatrice spagnola († 1995)
- 1923 - Juan Vernet Ginés, orientalista, arabista e storico spagnolo († 2011)
- 1924 - Fabio Della Seta, scrittore, giornalista e poeta italiano († 2014)
- 1924 - Ip Chun, artista marziale cinese
- 1924 - Ralph Koltai, scenografo tedesco († 2018)
- 1924 - Nive Veroni, politica e giornalista italiana († 2011)
- 1925 - Angerio Filangieri, economista italiano († 2012)
- 1925 - Ignace Heinrich, multiplista francese († 2003)
- 1925 - Noah Klieger, scrittore, giornalista e dirigente sportivo israeliano († 2018)
- 1925 - Carmel Quinn, cantante e attrice irlandese († 2021)
- 1926 - León Martinetti, cestista argentino († 1999)
- 1926 - Bernard Nathanson, medico statunitense († 2011)
- 1926 - Anne Paolucci, scrittrice e educatrice statunitense († 2012)
- 1926 - Adilio Pugliese, calciatore italiano († 2002)
- 1926 - Hilary Putnam, filosofo e matematico statunitense († 2016)
- 1926 - Toshiro Yamabe, giocatore di go giapponese († 2000)
- 1927 - Damjana Bratuž, pianista slovena († 2025)
- 1927 - Liliana Jovino, doppiatrice italiana
- 1927 - Giulio Lazzarini, politico italiano († 2020)
- 1927 - Cecilia Mangini, regista, sceneggiatrice e fotografa italiana († 2021)
- 1927 - Gino Pagnani, attore e doppiatore italiano († 2010)
- 1928 - Gilles Carle, regista e sceneggiatore canadese († 2009)
- 1928 - Burt Topper, regista statunitense († 2007)
- 1929 - Luigi Angelini, ex calciatore italiano
- 1929 - Giuseppe Chiarante, politico italiano († 2012)
- 1929 - Pat Cooper, attore statunitense († 2023)
- 1929 - Franco Mori, calciatore italiano († 2017)
- 1929 - Don Murray, attore statunitense († 2024)
- 1929 - Lynne Reid Banks, scrittrice britannica († 2024)
- 1929 - José Santamaría, allenatore di calcio e ex calciatore uruguaiano
- 1929 - Vasilije Šijaković, calciatore jugoslavo († 2003)
- 1930 - Nino Cristofori, sindacalista e politico italiano († 2015)
- 1930 - Robert Kimmel Smith, scrittore statunitense († 2020)
- 1930 - Wolfgang Klank, calciatore tedesco orientale († 1998)
- 1930 - Mario Scotti, italianista italiano († 2008)
- 1930 - Gérard Sturla, cestista e allenatore di pallacanestro francese († 2006)
- 1931 - Nick Bollettieri, allenatore di tennis statunitense († 2022)
- 1931 - Kenny Burrell, chitarrista statunitense
- 1931 - René Cintrat, schermidore francese († 1996)
- 1931 - Ivan Rebroff, cantante tedesco († 2008)
- 1932 - Erasmo Boiardi, politico e pedagogista italiano († 2010)
- 1932 - Giuseppe Cainero, ciclista su strada italiano († 2020)
- 1932 - Ted Cassidy, attore e doppiatore statunitense († 1979)
- 1932 - Sam Coppola, attore statunitense († 2012)
- 1932 - Akiko Dōmoto, politica giapponese
- 1932 - Elliott H. Lieb, matematico e fisico statunitense
- 1932 - Kristaq Rama, scultore albanese († 1998)
- 1932 - John Searle, filosofo statunitense
- 1933 - Romano Battaglia, giornalista, scrittore e poeta italiano († 2012)
- 1933 - Kathleen Case, attrice statunitense († 1979)
- 1933 - Elise Cowen, poetessa statunitense († 1962)
- 1933 - Lars Lennart Forsberg, regista e sceneggiatore svedese († 2012)
- 1933 - Robert Hollander, filologo statunitense († 2021)
- 1933 - Cees Nooteboom, scrittore olandese
- 1933 - Francesco Panzino, arbitro di calcio italiano († 2021)
- 1934 - Maurizio Bovarini, fumettista e illustratore italiano († 1987)
- 1934 - Barry De Vorzon, compositore, produttore discografico e cantante statunitense
- 1934 - Marco Fini, giornalista, saggista e curatore editoriale italiano († 2017)
- 1934 - Saverio Leotta, allenatore di calcio e calciatore italiano († 2020)
- 1934 - Lucia Linari, cestista italiana († 2021)
- 1934 - Lino Miccichè, critico cinematografico e storico del cinema italiano († 2004)
- 1934 - Hans Mild, calciatore e hockeista su ghiaccio svedese († 2007)
- 1934 - Achim Schneider, ex pallanuotista tedesco
- 1935 - Richard C. Blum, imprenditore statunitense († 2022)
- 1935 - Antonio Ceballos Atienza, vescovo cattolico spagnolo († 2022)
- 1935 - Michele Cortese, politico italiano
- 1935 - Paolo De Paoli, politico italiano († 2013)
- 1935 - Fritz Honka, serial killer tedesco († 1998)
- 1935 - Geoffrey Lewis, attore statunitense († 2015)
- 1935 - Giovanni Spinola, canottiere italiano († 2020)
- 1936 - Ignacio Achucarro, calciatore paraguaiano († 2021)
- 1936 - Boniface Alexandre, politico haitiano († 2023)
- 1936 - Mario Borgna, pittore, scultore e ceramista italiano († 2007)
- 1936 - Osvaldo Nardiello, calciatore argentino († 2020)
- 1936 - Giovanni Percoco, storico, filologo e linguista italiano († 2022)
- 1937 - Mauro Bianchi, pilota automobilistico italiano
- 1937 - Isabelle Daniels, velocista statunitense († 2017)
- 1937 - Ruy Alexandre Faria, cantante, chitarrista e avvocato brasiliano († 2018)
- 1937 - Frans Körver, calciatore, allenatore di calcio e dirigente sportivo olandese († 2024)
- 1937 - Henry Mavrodin, pittore rumeno († 2022)
- 1937 - Ėdita P'echa, cantante e attrice sovietica
- 1937 - Antonio Ruiz, ex calciatore spagnolo
- 1937 - Sab Shimono, attore e doppiatore statunitense
- 1937 - Hiroshi Shirai, karateka e maestro di karate giapponese († 2024)
- 1937 - Walt Torrence, cestista statunitense († 1969)
- 1937 - Manfred Walter, ex calciatore tedesco orientale
- 1938 - Eugenio Brambilla, ex calciatore italiano
- 1938 - Piero Crociani, storico italiano
- 1938 - Bruno Franzini, allenatore di calcio e calciatore italiano († 2017)
- 1938 - Ignacio Jáuregui, allenatore di calcio e ex calciatore messicano
- 1938 - Pippo Pattavina, attore italiano
- 1938 - Laura Schrader, giornalista italiana
- 1939 - Steuart Bedford, direttore d'orchestra e pianista britannico († 2021)
- 1939 - Nacho Beristáin, allenatore di pugilato messicano
- 1939 - Susan Flannery, attrice e regista statunitense
- 1939 - Matilde Koen-Sarano, scrittrice israeliana († 2024)
- 1939 - France Nuyen, attrice e psicologa francese
- 1939 - Norm Snead, giocatore di football americano statunitense († 2024)
- 1939 - John Tong Hon, cardinale e vescovo cattolico cinese
- 1939 - Ignacio Zoco, calciatore spagnolo († 2015)
- 1940 - Fleur Jaeggy, scrittrice, traduttrice e paroliera svizzera
- 1940 - Stanley R. Jaffe, produttore cinematografico statunitense († 2025)
- 1940 - Bruno Mahlknecht, storico italiano
- 1940 - Pietro Pizzo, politico italiano
- 1941 - Penny Brown, attrice e cantante statunitense
- 1941 - Mario Camicia, giornalista e telecronista sportivo italiano († 2011)
- 1941 - Vic Hayes, ingegnere olandese
- 1941 - Davide Mosconi, fotografo, musicista e designer italiano († 2002)
- 1942 - Juan Mari Arzak, cuoco spagnolo
- 1942 - Innocenzo Cervelli, storico italiano († 2017)
- 1942 - Modibo Keïta, politico maliano († 2021)
- 1942 - Tonino Milite, pittore, poeta e illustratore italiano († 2015)
- 1943 - William Bennett, politico e opinionista statunitense
- 1943 - Lobo, cantautore e compositore statunitense
- 1944 - Henry Akin, cestista statunitense († 2020)
- 1944 - Tonino Carino, giornalista e personaggio televisivo italiano († 2010)
- 1944 - Geraldine Chaplin, attrice statunitense
- 1944 - Peter Eustace, allenatore di calcio e ex calciatore inglese
- 1944 - Sherry Lansing, produttrice cinematografica e attrice statunitense
- 1944 - Robert Merton, economista statunitense
- 1944 - Roberto Miranda, ex calciatore brasiliano
- 1944 - Paolo Pileri, pilota motociclistico e dirigente sportivo italiano († 2007)
- 1944 - Giuseppe Simoni, genetista italiano
- 1944 - Elio Vanara, calciatore italiano († 2003)
- 1945 - Michael Berenbaum, rabbino statunitense
- 1945 - Roger Field, designer, inventore e chitarrista britannico
- 1945 - Finn Laudrup, ex calciatore danese
- 1945 - Mohammad Nassiri, ex sollevatore iraniano
- 1945 - Søren Ryge Petersen, conduttore televisivo, giornalista e scrittore danese
- 1945 - William Weld, avvocato, imprenditore e scrittore statunitense
- 1946 - Allan Clarke, ex calciatore e allenatore di calcio inglese
- 1946 - Giacomo De Ghislanzoni Cardoli, politico italiano
- 1946 - Chris Dennis, polistrumentista britannico
- 1946 - Karen Zerby, religiosa statunitense
- 1946 - Ecaterina Iencic-Stahl, schermitrice rumena († 2009)
- 1946 - Gary Lewis, batterista e cantante statunitense
- 1946 - Heorhij Černjavs'kyj, politico e diplomatico ucraino
- 1947 - Marcello Bersellini, ex rugbista a 15, allenatore di rugby a 15 e dirigente sportivo italiano
- 1947 - Glen Edwards, ex giocatore di football americano statunitense
- 1947 - Richard Griffiths, attore britannico († 2013)
- 1947 - Mumtaz, attrice indiana
- 1947 - Vito Roberto Palazzolo, mafioso italiano
- 1947 - Tommaso Ruggeri, matematico e fisico italiano
- 1947 - Hubert Védrine, politico francese
- 1947 - Joe Wilson, politico statunitense
- 1948 - Adelio Dell'Oro, vescovo cattolico italiano
- 1948 - Hans Donner, designer, grafico e artista tedesco
- 1948 - Lino Miserotti, politico italiano
- 1948 - Bruno Tobia, storico italiano
- 1949 - Mark Buntzman, regista, sceneggiatore e attore statunitense († 2018)
- 1949 - Kristina Carlson, scrittrice finlandese
- 1949 - Mike Jackson, ex cestista statunitense
- 1949 - Valeriu Muravschi, politico moldavo († 2020)
- 1949 - Mark O'Brien, poeta, giornalista e attivista statunitense († 1999)
- 1949 - Engelhard Pargätzi, ex sciatore alpino svizzero
- 1949 - Brian Turner, allenatore di calcio e ex calciatore neozelandese
- 1949 - Rafael Zornoza Boy, vescovo cattolico spagnolo
- 1950 - Richard Berry, attore, regista e sceneggiatore francese
- 1950 - Franco Campidonico, ex calciatore italiano
- 1950 - Denise Carter, ex tennista statunitense
- 1950 - Lane Davies, attore statunitense
- 1950 - Ignacio Kortabarría, ex calciatore spagnolo
- 1950 - Charles Owens, ex tennista statunitense
- 1950 - Ralf Reichenbach, pesista tedesco († 1998)
- 1950 - Charlie Williams, pilota motociclistico britannico
- 1950 - Susan Wooldridge, attrice e scrittrice britannica
- 1951 - Sufri Bolkiah, principe e dirigente sportivo bruneiano
- 1951 - Joey Fink, ex calciatore statunitense
- 1951 - Richard Fletcher-Vane, II barone Inglewood, politico britannico
- 1951 - Evonne Goolagong, ex tennista australiana
- 1951 - Carlo Karges, musicista, compositore e chitarrista tedesco († 2002)
- 1951 - Howard Levy, armonicista, pianista e compositore statunitense
- 1951 - Renè Mantegna, percussionista italiano († 2013)
- 1951 - Martin Mosebach, scrittore e sceneggiatore tedesco
- 1951 - Giovanni Solimine, bibliografo italiano
- 1951 - Nicholas True, barone True, politico britannico
- 1951 - Barry Van Dyke, attore statunitense
- 1952 - Alan Autry, ex giocatore di football americano, attore e politico statunitense
- 1952 - Helmuts Balderis, ex hockeista su ghiaccio lettone
- 1952 - Don Clune, giocatore di football americano statunitense
- 1952 - Reinhard Goebel, violinista e direttore d'orchestra tedesco
- 1952 - Pilar del Castillo, politica spagnola
- 1953 - Massimo Aparo, ingegnere italiano
- 1953 - Ignacio Flores, calciatore messicano († 2011)
- 1953 - Mike Flynn, ex cestista statunitense
- 1953 - Tōru Furuya, attore e doppiatore giapponese
- 1953 - Hugo Gottardi, ex calciatore argentino
- 1953 - Fiorenza Marchegiani, attrice italiana
- 1953 - Hugh McDowell, violoncellista britannico († 2018)
- 1953 - Pu Cunxin, attore cinese
- 1953 - James Read, attore statunitense
- 1954 - Rainer Bock, attore tedesco
- 1954 - Ezio Costanzo, giornalista e storico italiano
- 1954 - Stefano De Sando, attore e doppiatore italiano
- 1954 - José Roberto Guimarães, allenatore di pallavolo e ex pallavolista brasiliano
- 1954 - Eduardo Missoni, educatore e medico italiano
- 1954 - Renato Pasquali, allenatore di pallacanestro e dirigente sportivo italiano
- 1954 - Ottorino Piotti, ex calciatore e dirigente sportivo italiano
- 1954 - Lars Widenfalk, scultore svedese
- 1955 - Lars Bastrup, ex calciatore danese
- 1955 - Mykola Fedorenko, ex calciatore e allenatore di calcio sovietico
- 1955 - Anna Pietrina Murrighile, politica italiana
- 1955 - Mihovil Nakić, ex cestista, allenatore di pallacanestro e dirigente sportivo jugoslavo
- 1955 - Lena Olovsson, ex calciatrice svedese
- 1955 - Jakie Quartz, cantautrice francese
- 1955 - Jim Walton, attore statunitense
- 1956 - Bill Callahan, allenatore di football americano statunitense
- 1956 - Michael Biehn, attore statunitense
- 1956 - Eduardo Agra, ex cestista brasiliano
- 1956 - Cico Falzone, chitarrista italiano
- 1956 - Deval Patrick, politico, avvocato e imprenditore statunitense
- 1957 - Nicola Adamo, politico italiano
- 1957 - Daniel Ash, chitarrista, cantante e cantautore britannico
- 1957 - John Austin, ex tennista statunitense
- 1957 - Dirk Blocker, attore statunitense
- 1957 - Kerry Lynch, ex combinatista nordico statunitense
- 1957 - Irina Nazarova, ex velocista sovietica
- 1957 - Pino Rinaldi, fumettista italiano († 2018)
- 1958 - Bill Berry, batterista statunitense
- 1958 - Mark Cuban, imprenditore statunitense
- 1958 - Nanni De Angelis, attivista e politico italiano († 1980)
- 1958 - Ignatius Ayau Kaigama, arcivescovo cattolico nigeriano
- 1958 - Andrzej Kostrzewa, ex schermidore polacco
- 1958 - Wally Kurth, attore statunitense
- 1958 - Amedeo Ricucci, giornalista italiano († 2022)
- 1958 - Maurizio Stirpe, imprenditore e dirigente sportivo italiano
- 1958 - Giuseppe d'Ippolito, politico italiano
- 1959 - Wilmar Cabrera, allenatore di calcio e ex calciatore uruguaiano
- 1959 - Stanley Jordan, chitarrista statunitense
- 1959 - Kim Newman, giornalista, critico cinematografico e scrittore inglese
- 1960 - Iva Budařová, ex tennista cecoslovacca
- 1960 - Nicola Carè, politico italiano
- 1960 - Carlos Gómez, attore statunitense
- 1960 - Pablo Larios, calciatore messicano († 2019)
- 1960 - Knut Arild Løberg, allenatore di calcio e ex calciatore norvegese
- 1960 - Luca Ward, attore, doppiatore e direttore del doppiaggio italiano
- 1961 - Eivind Arnevåg, ex calciatore norvegese
- 1961 - Rita Baldini, doppiatrice e direttrice del doppiaggio italiana
- 1961 - Marco Cicala, politico italiano
- 1961 - Paul Duchesnay, ex danzatore su ghiaccio canadese
- 1961 - Lorenzo Gioielli, attore, regista e scrittore italiano
- 1961 - Chris Hinton, ex giocatore di football americano statunitense
- 1961 - Karin Jäger, ex fondista tedesca occidentale
- 1961 - Agneta Mårtensson, ex nuotatrice svedese
- 1961 - Doug Wert, attore statunitense
- 1962 - Jan Broberg Felt, attrice, cantante e produttrice televisiva statunitense
- 1962 - Jorge Alberto Cavazos Arizpe, arcivescovo cattolico messicano
- 1962 - Isabelle Désert, ex cestista francese
- 1962 - Kevin Greene, giocatore di football americano e allenatore di football americano statunitense († 2020)
- 1962 - Chris Kreski, sceneggiatore e scrittore statunitense († 2005)
- 1962 - John Laurinaitis, dirigente sportivo e ex wrestler statunitense
- 1962 - Paula Morelenbaum, cantante brasiliana
- 1962 - Ezio Rossi, allenatore di calcio e ex calciatore italiano
- 1962 - Al Sapienza, attore statunitense
- 1962 - Wesley Snipes, attore, produttore cinematografico e artista marziale statunitense
- 1963 - Abdullah Avcı, allenatore di calcio e ex calciatore turco
- 1963 - Fatboy Slim, disc jockey, produttore discografico e beatmaker britannico
- 1963 - Cecilia D'Elia, politica italiana
- 1963 - Beppe D'Onghia, pianista, compositore e direttore d'orchestra italiano
- 1963 - Arianna Dagnino, scrittrice e giornalista italiana
- 1963 - Junji Itō, fumettista e sceneggiatore giapponese
- 1963 - Martin Pfister, politico svizzero
- 1963 - Larry Romano, attore statunitense
- 1963 - Betty Sutton, politica statunitense
- 1963 - Jean de Dieu Raoelison, arcivescovo cattolico malgascio
- 1964 - Wendell Alexis, ex cestista e allenatore di pallacanestro statunitense
- 1964 - Andrea Artusi, disegnatore italiano
- 1964 - C. C. Catch, cantante tedesca
- 1964 - Jim Corr, chitarrista, tastierista e compositore irlandese
- 1964 - Francesco Franzese, mafioso e collaboratore di giustizia italiano
- 1964 - Michaela Merten, attrice e imprenditrice tedesca
- 1964 - Massimo Morasso, saggista, poeta e critico letterario italiano
- 1964 - John Shasky, ex cestista statunitense
- 1964 - Craig Thomson, politico australiano
- 1964 - Jean-Paul Vonderburg, ex calciatore svedese
- 1965 - Omar Ajete, giocatore di baseball cubano
- 1965 - Mario Von Appen, ex canoista tedesco
- 1965 - Leonardo Becchetti, economista e giornalista italiano
- 1965 - Scott Brooks, ex cestista e allenatore di pallacanestro statunitense
- 1965 - Paolo Curtaz, scrittore e teologo italiano
- 1965 - Pat Finn, attore statunitense
- 1965 - Bob Ginnetti, ex hockeista su ghiaccio canadese
- 1965 - Ian Roberts, attore e ex rugbista a 13 australiano
- 1965 - J. K. Rowling, scrittrice, sceneggiatrice e produttrice cinematografica britannica
- 1966 - Dean Cain, attore statunitense
- 1966 - Ivan Conov, ex lottatore bulgaro
- 1966 - Valdas Ivanauskas, allenatore di calcio e ex calciatore sovietico
- 1966 - Neri Marcorè, attore, imitatore e doppiatore italiano
- 1966 - Kevin Martin, giocatore di curling canadese
- 1966 - Yoshiyuki Matsuyama, ex calciatore giapponese
- 1966 - Plamen Petrov, ex cestista bulgaro
- 1966 - Andrea Poggi, allenatore di calcio e ex calciatore italiano
- 1966 - Evgenij Soloženkin, scacchista russo
- 1966 - Jim True-Frost, attore statunitense
- 1967 - Marco Alloni, scrittore e giornalista italiano
- 1967 - Nina Bouraoui, scrittrice francese
- 1967 - Rodney Harvey, attore statunitense († 1998)
- 1967 - Minako Honda, cantante giapponese († 2005)
- 1967 - Mitsuo Iwata, doppiatore giapponese
- 1967 - Rudolf Martin, attore tedesco
- 1967 - Tony Massenburg, ex cestista statunitense
- 1967 - Enzo Polidoro, attore e comico italiano
- 1967 - Peter Rono, ex mezzofondista keniota
- 1967 - Heriberto Seda, serial killer statunitense
- 1967 - Tim Wright, compositore e musicista britannico
- 1967 - Elizabeth Wurtzel, scrittrice e giornalista statunitense († 2020)
- 1968 - D-Dot, rapper e produttore discografico statunitense
- 1968 - Knut Holmann, ex canoista norvegese
- 1968 - Andre Ware, ex giocatore di football americano statunitense
- 1969 - Olivier Allamand, ex sciatore freestyle francese
- 1969 - Ben Chaplin, attore britannico
- 1969 - Antonio Conte, allenatore di calcio e ex calciatore italiano
- 1969 - Loren Dean, attore statunitense
- 1969 - Max Del Buono, conduttore radiofonico e disc-jockey italiano
- 1969 - Doug Gjertsen, ex nuotatore statunitense
- 1969 - Maria Cristina Heller, attrice, conduttrice televisiva e conduttrice radiofonica italiana
- 1969 - Ingrida Jonkutė, ex cestista lituana
- 1969 - Kid Kash, wrestler e artista marziale misto statunitense
- 1969 - Maria Nazionale, cantante e attrice italiana
- 1969 - Stephen Noteboom, ex tennista olandese
- 1969 - Mario Piazza, logico e filosofo italiano
- 1969 - Cesare Picco, compositore e pianista italiano
- 1969 - Tetsuya Takada, ex calciatore giapponese
- 1969 - Jur Vrieling, cavaliere olandese
- 1969 - Thorsten Wilhelms, ex ciclista su strada tedesco
- 1970 - Thomas Berntsen, dirigente sportivo, allenatore di calcio e ex calciatore norvegese
- 1970 - Sam Hines, ex cestista statunitense
- 1970 - Kabwe Kasongo, ex calciatore della Repubblica Democratica del Congo
- 1970 - Andrzej Kobylański, ex calciatore polacco
- 1970 - Alexander Krull, cantante, musicista e produttore discografico tedesco
- 1970 - Shihomi Mizowaki, doppiatrice giapponese
- 1970 - Péter Sárfalvi, ex pentatleta ungherese
- 1970 - Giōrgos Sigalas, ex cestista e allenatore di pallacanestro greco
- 1970 - Christina Thalassinidou, nuotatrice artistica sovietica
- 1970 - Ragnar Tørnquist, autore di videogiochi norvegese
- 1971 - Giovanni Achenza, triatleta e paraciclista italiano
- 1971 - Eve Best, attrice britannica
- 1971 - Diego Cajelli, fumettista e sceneggiatore italiano
- 1971 - Christina Cox, attrice e stuntwoman canadese
- 1971 - Elivélton, ex calciatore brasiliano
- 1971 - Gus Frerotte, ex giocatore di football americano statunitense
- 1971 - Vladimir Kuzmanović, ex cestista jugoslavo
- 1971 - John 5, chitarrista e compositore statunitense
- 1971 - Craig MacLean, ex pistard britannico
- 1971 - Bruno Prada, velista brasiliano
- 1971 - Ignacio Vázquez, ex calciatore messicano
- 1972 - Marco Barollo, ex calciatore italiano
- 1972 - Denis Braidotti, judoka italiano
- 1972 - Giuseppe de Trizio, chitarrista, compositore e attore italiano
- 1972 - Rhys Duggan, ex rugbista a 15 neozelandese
- 1972 - Renata Dąbkowska, cantante polacca
- 1972 - Antonio Langham, ex giocatore di football americano statunitense
- 1972 - Derrick Phelps, ex cestista e allenatore di pallacanestro statunitense
- 1972 - Eric Stough, produttore cinematografico statunitense
- 1972 - Tami Stronach, ballerina, coreografa e attrice iraniana
- 1972 - Chris Weinke, ex giocatore di football americano statunitense
- 1973 - Jacob Aagaard, scacchista e scrittore danese
- 1973 - Richart Báez, ex calciatore paraguaiano
- 1973 - Eben Dugbatey, ex calciatore ghanese
- 1973 - Jamie Dumont, allenatore di hockey su ghiaccio e ex hockeista su ghiaccio statunitense
- 1973 - Michael Eklund, attore canadese
- 1973 - Daniel Evans, attore, regista teatrale e direttore artistico britannico
- 1973 - Abdulaziz Khathran, ex calciatore saudita
- 1973 - Chandra North, supermodella statunitense
- 1973 - Predrag Rajić, allenatore di calcio a 5 e ex giocatore di calcio a 5 serbo
- 1973 - Jerry Rivera, cantante portoricano
- 1973 - Wa'il al-Shihri, terrorista saudita († 2001)
- 1973 - Matt Uelmen, compositore e polistrumentista statunitense
- 1973 - Henk Vogels, ex ciclista su strada australiano
- 1974 - Yūta Abe, allenatore di calcio e ex calciatore giapponese
- 1974 - Antonio Fortunato, militare italiano († 2009)
- 1974 - Emilia Fox, attrice britannica
- 1974 - Élodie Frenck, attrice svizzera
- 1974 - Asher Keddie, attrice australiana
- 1974 - Jean-Emmanuel Le Brun, ex cestista francese
- 1974 - Tomáš Lovásik, ex calciatore slovacco
- 1974 - Jonathan Ogden, ex giocatore di football americano statunitense
- 1974 - Donatella Pompadour, personaggio televisivo e attrice italiana
- 1974 - Adam Putnam, politico statunitense
- 1974 - Juan Manuel Queirolo, ex rugbista a 15 e allenatore di rugby a 15 argentino
- 1974 - Davide Rivalta, scultore e artista italiano
- 1974 - Yukio Tsuchiya, ex calciatore giapponese
- 1974 - Eduardo Tuzzio, ex calciatore argentino
- 1975 - Uriah Duffy, tecnico del suono, compositore e musicista statunitense
- 1975 - Sergej Gusev, ex hockeista su ghiaccio russo
- 1975 - Kiara Kabukuru, modella ugandese
- 1975 - Gabe Kapler, ex giocatore di baseball e dirigente sportivo statunitense
- 1975 - Sayed Kashua, scrittore e giornalista palestinese
- 1975 - Kavinsky, disc jockey, produttore discografico e attore francese
- 1975 - Lura, cantante portoghese
- 1975 - Annie Parisse, attrice statunitense
- 1975 - Jodi Ann Paterson, modella statunitense
- 1975 - Ruben Patterson, ex cestista statunitense
- 1975 - Mario César Rodríguez, ex calciatore honduregno
- 1975 - Elissa Steamer, skater statunitense
- 1975 - Egidijus Varnas, ex calciatore lituano
- 1976 - Yamba Asha, ex calciatore angolano
- 1976 - Jgor Barbazza, attore italiano
- 1976 - Diego De Ascentis, ex calciatore italiano
- 1976 - Shigenori Hagimura, ex calciatore giapponese
- 1976 - Louise Jöhncke, ex nuotatrice svedese
- 1976 - Salvatore Lanna, allenatore di calcio e ex calciatore italiano
- 1976 - Loris Mularoni, ex judoka sammarinese
- 1976 - Maksim Ramaščanka, allenatore di calcio e ex calciatore ucraino
- 1976 - Jerónimo Vidal, pilota motociclistico spagnolo
- 1976 - Paulo Wanchope, allenatore di calcio e ex calciatore costaricano
- 1976 - Iwao Yamane, ex calciatore giapponese
- 1977 - Tim Couch, ex giocatore di football americano statunitense
- 1977 - Bolívar Gómez, ex calciatore ecuadoriano
- 1977 - Grand Corps Malade, poeta francese
- 1977 - Jennifer Kessy, ex pallavolista e giocatrice di beach volley statunitense
- 1977 - Renato Pasini, ex fondista italiano
- 1977 - Stefano Pozzolini, ex snowboarder italiano
- 1977 - Sarah Jane Ranieri, conduttrice radiofonica italiana
- 1977 - Josh Watson, ex nuotatore australiano
- 1978 - Jorge Acuña, ex calciatore cileno
- 1978 - Siddharth Anand, regista e sceneggiatore indiano
- 1978 - Mauricio Caranta, ex calciatore argentino
- 1978 - Will Champion, polistrumentista britannico
- 1978 - José González, cantautore e musicista svedese
- 1978 - Bruno Njeukam, ex calciatore camerunese
- 1978 - Clayton Pisani, arbitro di calcio maltese
- 1978 - Marius Popa, ex calciatore rumeno
- 1978 - Saša Radulović, ex calciatore jugoslavo
- 1978 - Carrie Rodriguez, cantautrice statunitense
- 1978 - Roman Romanskyy, attivista ucraino
- 1978 - Tui T. Sutherland, scrittrice venezuelana
- 1978 - James Harvey Ward, attore statunitense
- 1978 - Justin Wilson, pilota automobilistico britannico († 2015)
- 1978 - Estelle Youssouffa, politica francese
- 1979 - William Arjona, pallavolista brasiliano
- 1979 - Florencia Di Concilio, musicista e compositrice uruguaiana
- 1979 - Jaco Erasmus, ex rugbista a 15, arbitro di rugby a 15 e allenatore di rugby a 15 italiano
- 1979 - André Luís Garcia, ex calciatore brasiliano
- 1979 - Dana Gourrier, attrice statunitense
- 1979 - Tony Jarreau, attore statunitense
- 1979 - Per Krøldrup, ex calciatore danese
- 1979 - Damian Lynch, ex calciatore irlandese
- 1979 - Carlos Marchena, dirigente sportivo, allenatore di calcio e ex calciatore spagnolo
- 1979 - Kai Mykkänen, politico finlandese
- 1979 - Juliana Negedu, ex cestista nigeriana
- 1979 - B. J. Novak, attore, produttore televisivo e sceneggiatore statunitense
- 1979 - Matías Pelletieri, ex cestista argentino
- 1979 - Katharina Pötter, giurista e politica tedesca
- 1979 - Nicolien Sauerbreij, snowboarder olandese
- 1979 - Sven Schulze, politico tedesco
- 1980 - Rina Aiuchi, cantante giapponese
- 1980 - Krissy Badé, ex cestista francese
- 1980 - Vinícius Bergantin, allenatore di calcio e ex calciatore brasiliano
- 1980 - Assaad Bouab, attore francese
- 1980 - Jiří Fischer, ex hockeista su ghiaccio ceco
- 1980 - Mikko Hirvonen, pilota di rally finlandese
- 1980 - Zaven Hovhannisyan, arbitro di calcio armeno
- 1980 - Mohamed Husain, ex calciatore bahreinita
- 1980 - Ko Ki-gu, ex calciatore sudcoreano
- 1980 - Mils Muliaina, ex rugbista a 15 neozelandese
- 1980 - Shen Weiwei, schermitrice cinese
- 1980 - Juan Pablo Úbeda, ex calciatore cileno
- 1981 - Eric Lively, attore statunitense
- 1981 - Diego Caccia, ex ciclista su strada italiano
- 1981 - Vernon Carey, ex giocatore di football americano statunitense
- 1981 - Du Feng, ex cestista e allenatore di pallacanestro cinese
- 1981 - John Edwards, cestista statunitense
- 1981 - Gianluca Fais, fantino italiano
- 1981 - Karen Hassan, attrice britannica
- 1981 - Mesut Kurtis, cantante macedone
- 1981 - Ira Losco, cantante maltese
- 1981 - Ana Cláudia Michels, modella brasiliana
- 1981 - Warner Nickerson, ex sciatore alpino e sciatore freestyle statunitense
- 1981 - Valentina Paris, politica italiana
- 1981 - Julien Pierre, ex rugbista a 15 francese
- 1981 - Clemente Rodríguez, ex calciatore argentino
- 1981 - M. Shadows, cantante statunitense
- 1981 - Carrie Watson, ex cestista canadese
- 1982 - Anne Zohra Berrached, regista e sceneggiatrice tedesca
- 1982 - Mira Craig, cantante norvegese
- 1982 - Dennis Eilhoff, ex calciatore tedesco
- 1982 - Arata Izumi, allenatore di calcio e ex calciatore giapponese
- 1982 - Michael Jung, cavaliere tedesco
- 1982 - Shingayi Kaondera, ex calciatore zimbabwese
- 1982 - Edmond Kapllani, ex calciatore albanese
- 1982 - Marc López, allenatore di tennis e ex tennista spagnolo
- 1982 - Anabel Medina Garrigues, allenatrice di tennis e ex tennista spagnola
- 1982 - Michel Miklík, hockeista su ghiaccio slovacco
- 1982 - Mladen Pantić, cestista serbo
- 1982 - Solveig Rogstad, ex biatleta norvegese
- 1982 - Marek Sapara, ex calciatore slovacco
- 1982 - Veron Tabu, ex cestista della Repubblica Democratica del Congo
- 1982 - Hayuma Tanaka, ex calciatore giapponese
- 1982 - DeMarcus Ware, ex giocatore di football americano statunitense
- 1983 - Guo Wei, ex pattinatore di short track cinese
- 1983 - Diego Herner, ex calciatore argentino
- 1983 - Kuok Leong Wong, calciatore macaense
- 1983 - José Carlos López Lozano, ex giocatore di calcio a 5 spagnolo
- 1983 - François Marque, ex calciatore francese
- 1983 - William N'Gounou, calciatore nigerino
- 1983 - Reginaldo Ferreira da Silva, calciatore brasiliano
- 1983 - René Rivera, giocatore di baseball portoricano
- 1983 - Yola, cantautrice, attrice e musicista britannica
- 1984 - Joseph Benavidez, artista marziale misto statunitense
- 1984 - Felipe Dal Bello, ex calciatore brasiliano
- 1984 - Masashi Fujimoto, giocatore di football americano giapponese
- 1984 - Uriah Hall, artista marziale misto giamaicano
- 1984 - Yuniesky Quezada, scacchista cubano
- 1984 - Bogdan Karaičić, allenatore di pallacanestro serbo
- 1984 - Megumi Kurihara, ex pallavolista giapponese
- 1984 - John Jairo Lozano, ex calciatore colombiano
- 1984 - Amine Maghrebi, cestista tunisino
- 1984 - Maiko Nasu, ex calciatrice giapponese
- 1984 - Martin Nemec, ex pallavolista slovacco
- 1984 - Antonio Pisu, attore, regista e sceneggiatore italiano
- 1984 - Renée la Bulgara, disc jockey e conduttrice radiofonica bulgara
- 1984 - Christopher Semakweri, calciatore zimbabwese
- 1985 - Olawunmi Banjo, artista nigeriana
- 1985 - Daniel Ciofani, ex calciatore italiano
- 1985 - Rémy Di Grégorio, ex ciclista su strada francese
- 1985 - Sean Michael Flynn, attore, regista e sceneggiatore britannico
- 1985 - Richard Foster, ex calciatore scozzese
- 1985 - Patrick Gerhardt, ex calciatore svizzero
- 1985 - Allie X, cantante canadese
- 1985 - Eva Janeva, pallavolista bulgara
- 1985 - Milan Jovanić, ex calciatore serbo
- 1985 - Kay, cantante canadese
- 1985 - Brimin Kipruto, siepista e mezzofondista keniota
- 1985 - Jean-Philippe Le Guellec, ex biatleta canadese
- 1985 - Marcos Danilo Padilha, calciatore brasiliano († 2016)
- 1985 - Luka Pejović, ex calciatore montenegrino
- 1985 - Clotilde Reiss, politologa francese
- 1985 - Artūrs Strēlnieks, cestista lettone
- 1985 - Alissa White-Gluz, cantante canadese
- 1986 - Candy Bauer, bobbista e ex pesista tedesco
- 1986 - Dean Budd, ex rugbista a 15 neozelandese
- 1986 - Gary Dicker, allenatore di calcio e ex calciatore irlandese
- 1986 - Paola Espinosa, tuffatrice messicana
- 1986 - Kortney Kane, ex attrice pornografica e ex modella statunitense
- 1986 - Milano Koenders, ex calciatore olandese
- 1986 - Shinzō Kōroki, ex calciatore giapponese
- 1986 - Evgenij Malkin, hockeista su ghiaccio russo
- 1986 - Wunmi Mosaku, attrice britannica
- 1986 - Brian Orakpo, giocatore di football americano statunitense
- 1986 - Svetlana Slepcova, ex biatleta russa
- 1987 - Amrita Acharia, attrice britannica
- 1987 - Hadi Ahmadi, attore, scrittore e regista teatrale iraniano
- 1987 - Colin Baxter, giocatore di football americano statunitense
- 1987 - Alfonso Blanco, calciatore messicano
- 1987 - Michael Bradley, allenatore di calcio e ex calciatore statunitense
- 1987 - David Bunderla, ex calciatore sloveno
- 1987 - Brittany Byrnes, attrice australiana
- 1987 - Paolo Dal Molin, ostacolista italiano
- 1987 - Jake Dinwiddie, attore statunitense
- 1987 - Anton Fink, calciatore tedesco
- 1987 - Aleksa Popović, cestista montenegrino
- 1987 - Lukas Runggaldier, ex combinatista nordico italiano
- 1987 - Ryang Myong-il, calciatore nordcoreano
- 1987 - Desiree Scott, calciatrice canadese
- 1987 - Celina Sinden, attrice britannica
- 1987 - Emra Tahirović, calciatore svedese
- 1987 - Carlos Tordoya, calciatore boliviano
- 1988 - Marin Bavčević, ex cestista croato
- 1988 - Charlie Carver, attore statunitense
- 1988 - Erik Čikoš, calciatore slovacco
- 1988 - Caue Fernandes, ex calciatore brasiliano
- 1988 - A.J. Green, ex giocatore di football americano statunitense
- 1988 - Giorgi Guruli, ex calciatore georgiano
- 1988 - Leonie Hanne, blogger, modella e imprenditrice tedesca
- 1988 - Ahmed Jahouh, allenatore di calcio e ex calciatore marocchino
- 1988 - Anderson Luís, ex calciatore brasiliano
- 1988 - Krystal Meyers, cantante statunitense
- 1988 - Dwight Oehlers, ex calciatore olandese
- 1988 - Jack Randall, attore statunitense
- 1988 - Daniel Wells, giocatore di snooker gallese
- 1988 - Yun Yong-il, calciatore nordcoreano
- 1989 - Loujain Alhathloul, attivista saudita
- 1989 - Viktoryja Azaranka, tennista bielorussa
- 1989 - Garikoitz Bravo, ex ciclista su strada spagnolo
- 1989 - Brandon Burton, giocatore di football americano statunitense
- 1989 - Alina F'odorova, multiplista ucraina
- 1989 - Vedran Jugović, calciatore croato
- 1989 - Ulrich Kapolongo, ex calciatore congolese (Repubblica del Congo)
- 1989 - Alexis Knapp, attrice e modella statunitense
- 1989 - Dániel Ligeti, lottatore ungherese
- 1989 - Tara Mueller, pallavolista statunitense
- 1989 - Genki Muro, doppiatore giapponese
- 1989 - Kevin Nemia, calciatore francese
- 1989 - Johanna Omolo, calciatore keniota
- 1989 - Marc Pedersen, allenatore di calcio e ex calciatore danese
- 1989 - Sofia Pernas, attrice e ex modella marocchina
- 1989 - Victor Sköld, calciatore svedese
- 1989 - Aljamain Sterling, artista marziale misto statunitense
- 1989 - Christoffer Sundgren, giocatore di curling svedese
- 1989 - Maurice Sutton, cestista statunitense
- 1989 - Jessica Williams, attrice e comica statunitense
- 1989 - Kaylon Williams, ex cestista statunitense
- 1989 - Marshall Williams, attore, modello e musicista canadese
- 1989 - Zelda Williams, attrice e regista statunitense
- 1990 - Besart Abdurahimi, calciatore macedone
- 1990 - Kim Amb, giavellottista svedese
- 1990 - Sandra Amer Hamad, modella danese
- 1990 - José António, cestista angolano
- 1990 - Manuel Bleda, calciatore spagnolo
- 1990 - Diego Fabbrini, calciatore italiano
- 1990 - Ol'ga Gal'čenko, giocoliera russa
- 1990 - Igor' Golban, calciatore russo
- 1990 - Tomohiro Hasegawa, fumettista giapponese
- 1990 - Ido Levy, calciatore israeliano
- 1990 - Illja Michal'ov, ex calciatore ucraino
- 1990 - Nguyễn Tuấn Mạnh, calciatore vietnamita
- 1990 - Jaime Romero, calciatore spagnolo
- 1990 - Marianela Szymanowski, calciatrice argentina
- 1991 - Kiara Advani, attrice indiana
- 1991 - Haitam Aleesami, calciatore norvegese
- 1991 - Thomas Almeida, artista marziale misto brasiliano
- 1991 - Selim Ay, calciatore turco
- 1991 - Filipa Azevedo, cantante portoghese
- 1991 - Daniele del Canto, ex giocatore di calcio a 5 italiano
- 1991 - Kenza Dali, calciatrice francese
- 1991 - William Gholston, giocatore di football americano statunitense
- 1991 - Réka Luca Jani, tennista ungherese
- 1991 - Kévin Malcuit, calciatore francese
- 1991 - Yanick Moreira, cestista angolano
- 1991 - Louis Nix III, giocatore di football americano statunitense († 2021)
- 1991 - Gastón Poncet, calciatore uruguaiano
- 1991 - Keith Reaser, ex giocatore di football americano statunitense
- 1991 - Ash Stymest, modello britannico
- 1992 - Saeid Abbasi, giocatore di calcio a 5 iraniano
- 1992 - Chiara Barcella, calciatrice italiana
- 1992 - Maurice Deville, calciatore lussemburghese
- 1992 - Danijel Furtula, discobolo e pesista montenegrino
- 1992 - Jann George, calciatore tedesco
- 1992 - Maria Clara Giai Pron, canoista italiana
- 1992 - Christopher Grotheer, skeletonista tedesco
- 1992 - Katharina Haecker, judoka australiana
- 1992 - Dmitrijs Hmizs, ex calciatore lettone
- 1992 - Kyle Larson, pilota automobilistico statunitense
- 1992 - Andrea Lattanzi, attore e musicista italiano
- 1992 - Enora Latuillière, biatleta e fondista francese
- 1992 - Eric Mochalski, pallavolista statunitense
- 1992 - Lizzy, cantante e attrice sudcoreana
- 1993 - Christian Byers, attore australiano
- 1993 - Filip Gligorov, calciatore macedone
- 1993 - Wilfredo León, pallavolista cubano
- 1993 - Linda Morais, lottatrice canadese
- 1993 - Jannis Nikolaou, calciatore tedesco
- 1993 - Octavio Pozo, calciatore cileno
- 1993 - Linus Ullmark, hockeista su ghiaccio svedese
- 1993 - Matic Videčnik, pallavolista sloveno
- 1994 - Caner Ergül, pallavolista turco
- 1994 - Florent Hadergjonaj, calciatore svizzero
- 1994 - Marcin Janusz, pallavolista polacco
- 1994 - Sean Klaiber, calciatore olandese
- 1994 - Liang Xinping, sincronetta cinese
- 1994 - Filip Mihaljević, pesista e discobolo croato
- 1994 - Serge N'Guessan, calciatore ivoriano
- 1994 - Léonie Périault, triatleta e mezzofondista francese
- 1995 - Beatrice Arnera, attrice e cantante italiana
- 1995 - David Blough, ex giocatore di football americano statunitense
- 1995 - Willem Brandwijk, cestista olandese
- 1995 - Victoria Carl, fondista tedesca
- 1995 - Ricardo Ceceña, attore televisivo e cantante messicano
- 1995 - Theo Ryuki, ex calciatore giapponese
- 1995 - Isa Pereira, giocatrice di calcio a 5 portoghese
- 1995 - Salvador Sánchez, calciatore argentino
- 1995 - Lil Uzi Vert, rapper e cantante statunitense
- 1996 - Facundo Barboza, calciatore argentino
- 1996 - Thiago Cardozo, calciatore uruguaiano
- 1996 - Cravon Gillespie, velocista statunitense
- 1996 - Nejc Hozjan, giocatore di calcio a 5 sloveno
- 1996 - Valtteri Lehtinen, attore e cantante finlandese
- 1996 - Giuseppe Leonardi, velocista italiano
- 1996 - Jamie Malonzo, cestista filippino
- 1996 - Blake Michael, attore, cantante e modello statunitense
- 1996 - LaQuan Nairn, lunghista e triplista bahamense
- 1996 - James Palmer, cestista statunitense
- 1996 - Mauricio Tévez, calciatore argentino
- 1997 - Tzuf Ben Moshe, cestista israeliano
- 1997 - Thomas Bryant, cestista statunitense
- 1997 - Alessandro Delbianco, pilota motociclistico italiano
- 1997 - Luan Dias, calciatore brasiliano
- 1997 - Thibault Guernalec, ciclista su strada francese
- 1997 - Ahmed Iljazovski, calciatore macedone
- 1997 - Evan Klufts, sciatore freestyle e ex sciatore alpino francese
- 1997 - Juan Pedro López, ciclista su strada spagnolo
- 1997 - Scott Miller, giocatore di football americano statunitense
- 1997 - Anthony Nelson, calciatore britannico
- 1997 - Caio Henrique, calciatore brasiliano
- 1997 - Jordyn Poulter, pallavolista statunitense
- 1997 - Robinho, calciatore portoghese
- 1997 - Caíque Luiz Santos da Purificação, calciatore brasiliano
- 1997 - Diogo Tomas, calciatore finlandese
- 1998 - Hamidou Diallo, cestista statunitense
- 1998 - Quincy Hall, velocista e ostacolista statunitense
- 1998 - Ivan Nevistić, calciatore croato
- 1998 - Rigoberto Rivas, calciatore honduregno
- 1998 - Rico Rodriguez, attore statunitense
- 1998 - Alice Scarabelli, nuotatrice italiana
- 1998 - Cole Strange, giocatore di football americano statunitense
- 1998 - Steffen Tigges, calciatore tedesco
- 1998 - Pelegrín Vargas, pallavolista portoricano
- 1998 - Zé Carlos, calciatore portoghese
- 1999 - Igor Maksimović, calciatore serbo
- 1999 - Rebeka Mikulášiková, cestista slovacca
- 1999 - Cadan Murley, rugbista a 15 inglese
- 1999 - E.J. Onu, cestista statunitense
- 1999 - Facundo Pérez, calciatore argentino
- 1999 - Kazuki Yoshinaga, pattinatore di short track giapponese
- 1999 - Kayleigh van Dooren, calciatrice olandese
- 2000 - Valentín Amoroso, calciatore uruguaiano
- 2000 - Alexis Antunes, calciatore svizzero
- 2000 - Anton Höhne, pistard tedesco
- 2000 - Kim Sae-ron, attrice sudcoreana († 2025)
- 2000 - Shirley Nekhubui, velocista sudafricana

## XXI secolo(27)
- 2001 - Raúl Blanco Juncal, calciatore spagnolo
- 2001 - Louise Maraval, ostacolista e velocista francese
- 2001 - Jairo O'Neill, calciatore uruguaiano
- 2001 - Analia Pigrée, nuotatrice francese
- 2001 - Roh Jeong-eui, attrice sudcoreana
- 2001 - Peter Skoronski, giocatore di football americano statunitense
- 2001 - Dora Varella, skater brasiliana
- 2001 - Alexandra Walsh, nuotatrice statunitense
- 2002 - Facundo Echevarría, calciatore argentino
- 2002 - Tommaso Milanese, calciatore italiano
- 2002 - David Okwera, cestista australiano
- 2003 - Txell Alarcón, cestista spagnola
- 2003 - Aurèle Amenda, calciatore svizzero
- 2003 - Abdoullah Ba, calciatore francese
- 2003 - Elia Bartolini, pilota motociclistico italiano
- 2003 - Dennis Berthod, giocatore di calcio a 5 italiano
- 2003 - Patrik Mercado, calciatore ecuadoriano
- 2003 - Manuel Osifo, calciatore belga
- 2003 - Calvin Ramsay, calciatore scozzese
- 2003 - Dorsa Yavarivafa, giocatrice di badminton iraniana
- 2004 - Mathias Delorge, calciatore belga
- 2004 - Abubakar Inalkaev, calciatore russo
- 2004 - Anne-Catherine Théberge, sciatrice alpina canadese
- 2005 - Guillermo Borthagaray, calciatore uruguaiano
- 2005 - Jovan Milošević, calciatore serbo
- 2007 - Angelica Hale, cantautrice statunitense
- 2008 - Michael Noonan, calciatore irlandese

## Senza anno specificato(1)
- Thierry Godfroid, pilota motociclistico belga